# Smoky Lake
Smoky Lake jest miastem w centralnej Albercie. Jest zlokalizowane 116 km na północny wschód od Edmonton na skrzyżowaniu Autostrady 28 i 855. Miasto leży pomiędzy Północną Rzeką Saskatchewan, Strumieniem Smoky oraz Strumieniem Biała Ziemia.